# Radio Roxy
Radio Roxy, również: Roxy FM – sieć radiowa należąca do Grupy Radiowej Agory. Powstała w 2005 roku, od 31 stycznia 2014 działa pod nazwą Rock Radio. Liczyła siedem rozgłośni (w Bydgoszczy, Krakowie, Opolu, Poznaniu, Katowicach, Warszawie i we Wrocławiu).
Radio Roxy nadawało program o charakterze muzyczno-kulturalnym. W kolejnych okresach działalności prezentowało muzykę softrockową, brzmienia alternatywne i - tuż przed zmianą nazwy - szeroko rozumianą muzykę rockową. Rozgłośnia była również organizatorem cyklu zamkniętych koncertów dla swoich słuchaczy: Najmniejszy koncert świata.

## Historia
Sieć Radia Roxy uruchomiona została 8 października 2005 roku na bazie czterech stacji spod znaku Blue FM, a także Rock Radia Wielkopolska i Radia 103,7 Klasyka FM. 26 maja 2008 do sieci dołączyła ponadto stacja w Opolu (wcześniej Blue 106,6 FM).
Początkowo radio oferowało muzykę "w rockowym klimacie" (w istocie głównie muzykę pop i soft rock).
19 listopada 2007 roku Roxy FM zmieniło liner na "Dużo dobrej muzyki" (format muzyczny nie uległ zmianie). W 2008 roku w ramówce znalazły się audycje autorskie prowadzone m.in. przez Artura Rojka, Krzysztofa "Grabaża" Grabowskiego, Katarzynę Nosowską, Marię Peszek, Novikę, Macieja "Lexusa" Kasprzyka oraz rodzinę Waglewskich.
6 kwietnia 2009 roku rozgłośnia wprowadziła nową ramówkę i format muzyczny. Od tej pory radio prezentowało szeroko rozumianą muzykę alternatywną (od alternatywnego popu i rocka, po muzykę elektroniczną i hip-hop) Sieć zaczęła kierować swój program do młodych ludzi, interesujących się szeroko rozumianą kulturą. Filarem ramówki została poszerzona oferta audycji autorskich (prowadzonych m.in. przez Marcina Mellera, Tomka Lipińskiego, Vienia, Bognę Świątkowską, Maksa Cegielskiego, Tomasza Kina, Kamila Śmiałkowskiego, Adama Gawędę oraz Bartka Czarkowskiego). W wieczornej ramówce znalazły się ponadto sety kolektywów dj-skich.
Nowym redaktorem naczelnym radia został Mikołaj Lizut. Za muzykę odpowiadał Bartek Czarkowski. Jednocześnie zaprzestano używania na antenie nazwy Roxy FM, zmieniając ją na Radio Roxy. Wprowadzono również liner "POPISDEAD", który później ewoluował do "POPISDEAD - Gramy po bandzie".
Z początkiem 2014 roku Radio Roxy ponownie zmieniło format muzyczny. Od tej pory sieć prezentuje wyłącznie muzykę rockową. Z anteny zniknęła większość nadawanych dotychczas audycji autorskich. Jednocześnie do zespołu rozgłośni dołączył znany dziennikarz Kuba Wojewódzki, wcześniej związany z radiem Eska Rock. 31 stycznia 2014 roku Radio Roxy zmieniło nazwę na Rock Radio.

## Audycje i ich prowadzący
Do 31 stycznia 2014
- "Dwa neurony i trzy jądra" – Piotr "Kędzior" Kędzierski, Michał "Wieśniak" Migała
- "Gra wstępna" – Agnieszka Sielańczyk
- "Książę i Żebrak" - Kuba Wojewódzki, Piotr Kędzierski
- "Leksykon buntowników" – Max Cegielski, Mariusz Stelmaszczyk
- "Mgr Migała prezentuje" – Michał Migała
- "Propaganda" – Max Cegielski
- "Ranne Kakao" – Piotr Kędzierski, Tymon Tymański
- "Roxy Weekend" – Mariusz Stelmaszczyk
- "Trochę kultury"

Dawniej:
- "AM Radio" – "Antek", "I Say Mikey"
- "Co jest grane?" – Tomasz Woźniak, Mikołaj Kacper Harasimiuk
- "Detroit Zdrój"
- "Gotowi na wszystko" – Kamil M. Śmiałkowski, Adam Gawęda
- "Grabaż wieczorową porą" – Krzysztof "Grabaż" Grabowski
- "Instytut PROSTO" – Sokół i Jakub Żulczyk
- "Kazimierz nad Wisłą" – Kazimiera Szczuka
- "Kosmos" – Maceo Wyro
- "Last Robots Alive" – Igor Fleiszer
- "Leniwa Niedziela" – Kasia "Novika" Nowicka
- "Magnetofon" – Bartłomiej Czarkowski
- "Mellina" – Marcin Meller
- "Miastosfera" – Katarzyna "Novika" Nowicka, Maciej "Mr. LEX" Kasprzyk
- "Ministerstwo dziwnych kroków" – Maciej "Mr. LEX" Kasprzyk
- "Nie lubię Poniedziałku" – Max Cegielski
- "Ostatnia Niedziela" – Marcin Świetlicki, Grzegorz Dyduch
- "Para Buch" – Magda Żakowska, Mikołaj Lizut
- "Piątek w Sidney" – Sidney Polak
- "Pikantny rosołek" – Agnieszka Sielańczyk
- "Pompon Night" – "Mike Polarny" i "Hory"
- "Pop Alt" – Bartłomiej Czarkowski
- "Przesłuchanie" – Tomasz Kin
- "Radio Maria" – Maria Peszek
- "Radiowóz" – Tomasz Woźniak
- "Ranne Kakao" – Piotr Kędzierski, Katarzyna Kwiatkowska, Maciej Łubieński, Tymon Tymański
- "Soulserice" – "Burn Reynolds", "Miściak", "Papa Zura" i "Kapitan Sparki"
- "Sorry, Ghettoblaster"
- "Towary kolonialne" – Marika
- "Tramwaj z Pragi" – Paweł "Pablopavo" Sołtys
- "Tranzytem do niebytu" – Katarzyna Nosowska, Paweł Krawczyk (program tymczasowo zawieszony)
- "Trójmiasto nocą" – Tymon Tymański
- "Wielokąty Kory i Kamila" – Kora, Kamil Sipowicz
- "Wysypisko" – Piotr "Vienio" Więcławski, Tomasz Lipiński